# ノーフォールト
『ノーフォールト』は、岡井崇による日本の医療ミステリ小説。
現役医師である著者が日本の産婦人科医療に警鐘を鳴らす目的を兼ねて執筆した処女小説。2009年に『ギネ 産婦人科の女たち』として藤原紀香主演でテレビドラマ化された。2011年に本作の10年後を描いた『デザイナーベイビー』が刊行された。

## あらすじ
常に患者の気持ちに寄り添う心優しき女性医師・柊奈智は、ある夜の当直で徳本美和子という妊婦の“グレードAカイザー”（緊急性が非常に高い帝王切開）の執刀をする。多量の出血があったものの、先輩医師の手際よい処置のおかげで母子ともに助けることができた。だが、手術から1週間のうちに原因不明の2度の大量出血に見舞われ、治療の甲斐なく美和子は亡くなってしまう。
若い母親の命を奪ってしまった、深い悲しみに苛まされる奈智を更なる苦難が襲う。美和子の遺族が病院を相手取って訴訟を起こしたのだ。証人として裁判に出廷した奈智は、原告側弁護士に「あなたが“殺した”」と責め立てられ、心に深い傷を負う。

## 登場人物

### 城南大学病院
柊 奈智（ひらぎ なち）
産婦人科医師。29歳。慢性的な睡眠不足と蓄積疲労により、度々脳貧血を起こす。
シングルマザーで、4歳になる息子・雄太と母親と暮らしている。離婚後も旧姓に戻さず（手続きする暇がなく）元夫の苗字のままである。叔父の康男は大阪で開業医をしている。
君島 和彦（きみじま かずひこ）
産科病棟医長。榎原とは同期入局。若手の医師らから人望がある。
小山 淑恵（こやま よしえ）
入局以来、奈智と親しい同い年の助産師。プライベートでは奈智を「なっちゃん」と呼ぶ。
榎原 浩史（えのきはら ひろし）
婦人科病棟医長。君島とは同期入局。非常に勉強家で、自分にも他人にも厳しい。
桧垣 進（ひがき すすむ）
奈智の1年上。「母体血中の胎児DNAの断片化に関する研究」をしている。
矢口 恵子（やぐち けいこ）
研修医。奈智と同じ班での勤務が多いため、奈智と親しい。
須佐見 誠二郎（すさみ せいじろう）
産婦人科の教授。一部の教室員から“おやじ（さん）”と呼ばれている。かつてある医療裁判に鑑定家として協力した際に“原告側の弁護士”に嫌な思いをさせられたため、その存在自体を嫌っている。
嶋 秀雄（しま ひでお）
院長。須佐見とは大学の同級生。

### 徳本家
徳本 美和子（とくもと みわこ）
28歳。2年前に第一子を通常分娩で出産した経産婦。第二子出産時にグレードAの緊急帝王切開手術を受ける。手術後に原因不明の出血多量を起こし、治療の甲斐なく亡くなる。
徳本 慎一（とくもと しんいち）
美和子の夫。銀行マン。妻の死に強いショックを受け、何も手につかなくなる。
徳本 健二（とくもと けんじ）
慎一の弟。憔悴する兄に代わり、弁護士の手配などをする。

### 患者
山本 利香子（やまもと りかこ）
腹痛を訴え、母親に連れられ来院し、子宮外妊娠が発覚した17歳の少女。奈智に憧れて、後に城南大学保健医療学部に入学する。
南 友子（みなみ ともこ）
双子を妊娠しており、胎児が双胎間輸血症候群になってしまう。幸帽児帝王切開を受ける。
筒池 かおり（つついけ かおり）
切迫早産で入院している。胎児が口唇口蓋裂と診断されている。
三井 さやか（みつい さやか）
末期の卵巣癌患者。
橘 瑛子（たちばな えいこ）
41歳。奈智が医局を辞める決心をした後、最後の当直の夜に搬送されてきた妊婦。榎原の妻。

### その他
横井 賢三（よこい けんぞう） / 川辺 学（かわべ まなぶ）
弁護士。徳本美和子の死に関して訴訟を起こす。
瀬川 正（せがわ ただし）
城南大学病院の顧問弁護士。
村山（むらやま）
西部大学産婦人科主任教授。徳本裁判で鑑定人を務める。